# لگس یولیای
لِگِس یولیای (لاتین: Leges Iuliae)، در مفرد لِکس یولیا (لاتین: Lex Iulia)، اصطلاحی در قانون روم باستان برای اشاره به تمام قوانینی است که توسط اعضای خاندان یولی وضع شدند.
برخی از این قوانین توسط نخستین امپراتور روم، آگوستوس از سال ۱۸ قبل از میلاد تا ۹ پس از میلادی وضع شد. قوانین آگوستوس جنبه‌های مختلف جامعه روم از جمله ازدواج، خیانت، ورشکستگی و فساد انتخاباتی را پوشش می‌داد. آنها برای حفظ نظم و جلوگیری از فساد طراحی شده بودند و از طریق سیستم دادگاه اجرا می‌شدند. قوانین آگوستا در مورد ازدواج و اصلاحات بعدی آنها در واکنش به کاهش نرخ زاد و ولد وضع شد. رهبران رومی به وضوح خواستار خانواده‌های پرجمعیت بودند. به بیان ساده، طبق این قوانین، همه مردان و زنان واجد شرایط رومی یا باید ازدواج کنند یا با افزایش مالیات مواجه شوند. پس از ازدواج آنها موظف بودند تا بچه دار شوند. نقض حرمت ازدواج جرم سنگینی بود. این قانون زنا را یک جرم عمومی می‌دانست که می‌توانست توسط دادگاه مجازات شود و برای جلوگیری از روابط خارج از ازدواج طراحی شده بود. این قانون زنا را با تبعید مجازات می‌کرد. دو طرف گناهکار به جزایر مختلف فرستاده می‌شدند و بخشی از اموال آنها مصادره می‌شد. پدران مجاز به کشتن دختران و شرکای جنسی آنها در زنا بودند. شوهران تحت شرایط خاصی می‌توانستند بعد از کشف زنا شرکای زندگی مشترک خود را بکشند و مجبور بودند زنان زناکار را طلاق دهند.

## معرفی اجمالی
نام قانون معمولاً نام خاندان رومی پیشنهادکننده را دربرداشت.
لگس یولیای قوانین روم باستان هستند که توسط هر یک از اعضای خاندان یولی معرفی و پیشنهاد شدند.
قوانین متعددی با نام لگس یولیای وجود داشت که با افزودن کلمات توصیف‌کننده موضوع خود را مشخص می‌کردند.

## قانون شهروندی یولیا ۹۰ پیش از میلاد

### پیش زمینه

این نقشه قلمرو رومیان را به رنگ قهوه ای مایل به زرد و قلمرو شورشیان اولیه را با رنگ سبز تیره به تصویر می‌کشد. قلمرو سبز روشن گروه‌هایی بودند که بعداً به شورشیان پیوستند.

در طول جنگ اجتماعی (۹۱-۸۷ پیش از میلاد)، درگیری بین اقوام ایتالیایی و رومی‌ها بر سر عدم شهروندی ایتالیایی‌ها درگرفت، شورشی که توسط متحدان ایتالیایی روم باستان، سوچی‌ها به راه انداخته شد. متحدان ایتالیایی خواهان شهروندی رومی بودند، چون هم موقعیت و نفوذ به همراه داشت و هم حق رأی در انتخابات و قوانین رومی. آنها باورمند بودند با آنها باید مثل رومیان رفتار شود زیرا آنها پیوندهای فرهنگی و زبانی با تمدن روم ایجاد کرده بودند و برای بیش از دو قرن متحدان وفادار روم بودند. رومی‌ها به شدت با خواسته‌های آنان مخالفت کردند و از اعطای شهروندی به آنها خودداری کردند و بدین ترتیب گروه‌های ایتالیایی با حقوق و امتیازات کمتری مواجه شدند. در ۹۱ پ. م، تریبون روم مارکوس لیویوس دروسوس سعی کرد با پیشنهاد قانونی مشکل را حل کند که تمام ایتالیایی‌ها را به شهروندی روم می‌پذیرفت، اما برنامه او مخالفت شدیدی را در سنای روم برانگیخت و دروسوس بلافاصله پس از آن ترور شد. سپس متحدان ناامید ایتالیایی به شورش برخاستند. مردم تپه‌های مرکزی ایتالیا قلب قیام را تشکیل دادند و مارسی (مردمان ایتالیک) در شمال و سامنیت در جنوب نه مستعمره‌های لاتین‌ها و نه اتروریا (اتروسک‌ها) و اومبریا به این شورش ملحق نشدند. ایتالیایی‌ها شروع به سازماندهی کنفدراسیون خود کردند. آنها مقر خود را در کورفینیوم تأسیس کردند که نام آن را به «ایتالیا» تغییر دادند، مجلس سنای مستقل از روم ایجاد کردند و سکه‌های ویژه ای ضرب کردند. به زودی آنها ۱۰۰٫۰۰۰ مرد در میدان داشتند. در سال ۹۰ قبل از میلاد، ارتش روم در بخش شمالی شکست خورد، در حالی که در جنوب، ایتالیایی‌ها به همان اندازه موفق بودند و به کامپانیای جنوبی حمله کردند. تنها با امتیاز سیاسی، روم می‌توانست امیدوار باشد که شورش را کنترل کند: کنسول روم سکستوس ژولیوس سزار (کنسول ۹۱ پیش از میلاد) به تصویب قانونی کمک کرد که به تمام ایتالیایی‌هایی که در شورش شرکت نکرده بودند و احتمالاً به همه کسانی که آماده بودند فوراً سلاح‌های خود را زمین بگذارند، شهروندی رومی اعطا می‌کرد. این حرکت باعث آرامش بسیاری از ایتالیایی‌ها شد که به زودی علاقه خود را به مبارزه بیشتر علیه روم از دست دادند. نیروهای رومی در شمال و جنوب به زودی شکست‌های قاطعی را به شورشیان باقی مانده وارد کرد و سنگرهای آنها را تصرف کرد. اکنون پشت شورش شکسته شده بود، اگرچه مقاومتی در میان سامنیت‌ها برای مدت کوتاهی ادامه یافت. به زودی قوانین بیشتری تصویب شد و حقوق تازه به دست آمده متحدان را تقویت کرد. بدین ترتیب، اتحاد سیاسی کل ایتالیا حاصل شد و رومی‌ها و ایتالیایی‌ها که تا آن زمان با اتحاد به هم مرتبط بودند، اکنون می‌توانستند به یک ملت واحد تبدیل شوند.

### قانون اعطای تابعیت رومی به متحدان
«قانون شهروندی»: کنسول سکستوس ژولیوس سزار (کنسول ۹۱ پیش از میلاد) عموی ژولیوس سزار قانونی را تصویب کرد که به همه ایتالیایی‌هایی که مسلح اسلحه نبودند، تابعیت اعطا می‌کند.
به دستور مجلس سنا، لوسیوس سزار قانونی را پیشنهاد کرد که به موجب آن هر جامعه ایتالیایی در مورد اینکه آیا تابعیت رومی را بگیرد و قبایل جدیدی – احتمالاً هشت – در مجلس قبیله ای برای شهروندان جدید ایجاد کند یا خیر، تصمیم بگیرد. این اعطای شهروندی تقریباً سه برابر تعداد شهروندان رومی و الحاق بخش‌های وسیعی از ایتالیا به جمهوری خاص بود. این پیشنهاد برای همه شهرهای ایتالیایی که مسلح نبودند یا کسانی که آن سلاح‌ها را در مدت کوتاهی زمین می‌گذارند، آزاد است.
هدف اصلی قانون این بود که از انجام این کار کسانی که علیه حکومت روم قیام نکرده بودند جلوگیری کند. همچنین با ایجاد سازش‌های قابل قبول، تلاش‌های جنگی ایتالیا را تضعیف کرد. سال بعد، رومی‌ها قانون پاپیروس پلاتیا در مورد شهروندی روم را معرفی کردند و به متحدان بیشتری که تحت شورش بودند تابعیت دادند - استثنای اصلی سامنیت و لوکانی‌ها - در تلاشی برای جلوگیری از شورش بیشتر بودند.

## قوانین ژولیوس سزار

### پیش زمینه
پس از آن‌که در ۵۹ پیش از میلاد ژولیوس سزار به کنسولی رسید محبوبیت سیاسی و اعتبار خود را در خدمت این اتحاد به کار برد تا اصلاحاتی که با دو تریومویر دیگر (کراسوس و پومپیئوس) در موردشان توافق کرده بود را پیش ببرد. باوجود مخالفت‌های قاطع کنسولِ همکارش (هر ساله دوکنسول انتخاب می‌شدند) یعنی مارکوس کالپورنیوس بیبولوس که کوشش می‌کرد به هر قیمتی مانع اجرای ابتکارات او شود، سزار موفق به بازتوزیع قسمتی از زمین‌های عام‌المنفعه به‌سود کهنه‌سربازان پومپیئوس و حتّی برخی شهروندانِ با ثروتِ کمتر شد. بیبولوس هنگامی‌که متوجه شد سیاستش ــ که منحصراً متوجه پاسداری از منافع اشرافیت سناتوری بود ــ شکست خورده، از زندگی سیاسی کناره گرفت و با این اقدام پنداشت که اقدامات همکارش را محدود می‌کند امّا در عوض سزار توانست به شکلی کاملاً مسالمت‌آمیز اصلاحات انقلابی و پوپولیستی‌اش را پیش ببرد. او برای پایه‌ریزی مستعمرات جدید در ایتالیا برنامه‌ریزی کرد و با هدف حفاظت از استان‌ها در برابر فساد حُکام محلی نیز لوایحی ضد باج‌گیری تصویب نمود، همچنین در همان سال لایحه دیگری را از تصویب گذراند که رضایت طبقه سواران را جلب می‌کرد: یک-سوم پولی که سوارکاران باید به دولت می‌پرداختند را کاهش می‌داد و بدین‌وسیله فعالیت‌های آنان را تشویق نمود. در نهایت لایحه‌ای را هم از تصویب گذراند که سنا را ملزم می‌ساخت گزارش هر جلسه‌اش را ارائه دهد. بدین‌گونه قیصر از پشتیبانی تمامی توده‌های روم اطمینان یافت و پایه موفقیّت‌های آینده‌اش را بنیان نهاد.

### قانون تقسیم اراضی
ژولیوس سزار در سال ۵۹ قبل از میلاد در اولین کنسولگری خود دو قانون ارضی را تصویب کرد. آنها دو قانون مرتبط بودند: قانون اراضی یولیا (lex Julia agraria) و قانون آگرو کامپانو (lex Julia de agro Campano)، قانون اراضی مربوط به تقسیم اراضی عمومی (اعم از موجود و خریداری شده از فروشندگان مایل) بین فقرای شهری و جانبازان پومپه بود. دومی زمین‌های عمومی در کامپانیا را برای توزیع اضافه می‌کرد.
تصویب قانون اول با مشکل مواجه شد. سزار کنسولگری خود را با معرفی آن آغاز کرد. بلافاصله با اطاله بررسی از کاتوی کوچک روبرو شد. پس از مسدود شدن در مجلس سنا، سزار این لایحه را به مجامع عمومی آورد. با دعوت از مارکوس کالپورنیوس بیبولوس، هم کنسول و مخالف سیاسی خود، برای بحث در مورد این لایحه و شکست او در بحث‌های مربوط، یک پیروزی سیاسی به دست آورد. پس از آن حمایت مردمی از این لایحه افزایش یافت. با این وجود مارکوس کالپورنیوس بیبولوس به تاکتیک‌های انسدادی متوسل شد و هر روزی که لایحه رای‌گیری می‌شد، فال منفی می‌داد. یک روز، هنگامی که برای اعلام آن فال‌ها حرکت می‌کرد، او - همراه با متحد سیاسی‌اش کاتو - در خیابان مورد حمله گروهی قرار گرفتند (تقریباً مطمئناً توسط سزار و متحدانش سازماندهی شده بود) و او را مجبور به بازگشت به خانه کردند. در آن روز و در زمان عدم اعلام فال منفی، سزار توانست این لایحه را به مجلس ببرد.
سپس این شرط به قانون اضافه شد که سناتورها سوگند یاد کنند که قانون را اجرا کنند. در مواجهه با تاکتیک‌های بازدارنده از سوی متحدان کاتو، سزار لایحه گسترش زمین‌های عمومی مشمول توزیع مجدد را مستقیماً به مجلس آورد و سنا را دور زد.

### قانون محدود کردن اخاذی
قانون محدود کردن اخاذی یولیا ، توسط ژولیوس سزار در اولین کنسولگری خود در سال ۵۹ پیش از میلاد تصویب شد. این یک قانون اساسی بود که شامل بیش از ۱۰۰ بند بود که به تعداد زیادی از تخلفات استانی می‌پرداخت، رویه‌هایی را برای اجرا و مجازات برای تخلفات ارائه می‌کرد.
از جمله موارد دیگر، موارد زیر:
- محدودیت‌هایی برای میزان پولی که فرمانداران می‌توانند از خزانه‌های استان‌ها و شهرستان‌ها بگیرند، تعیین کنید.
- فرمانداران را ملزم به تهیه حساب‌های مالی تفصیلی، مهر و موم کردن و سپرده‌گذاری آن‌ها در دو شهر استانی کرد و نسخه سوم آن به رم ارسال شد،[۲۵]
- امکان درخواست فرمانداران برای کشتی، غلات و پول نقد را محدود کرد.
- فرمانداران را ملزم کرد تا زمانی که جایگزینی انجام شود نباید در استان‌های خود بمانند.
- حقوق فرماندار برای اعلام جنگ یا حمله به قلمروهای دیگر بدون رضایت سناتورها یا مردم محدود شد.
- اجرای قانون را به همه مقامات در تجارت عمومی گسترش داد.
- رویه‌های مختلفی از جمله جزئیات روند دادرسی، شهود، رویه‌های رأی هیئت منصفه و غیره را ایجاد کرد.

این قانون همچنین مقررات مربوط به انواع اقدامات عمومی، از جمله مقابله با فساد در دادگاه‌های دائمی، سنا، و قراردادهای عمومی (به ویژه در مورد کارهای عمومی و غلات) را گسترش داد. همچنین مالکیت کشتی توسط سناتورها را ممنوع کرد.
پس از آن به مقابله با فساد قضایی تسری پیدا کرد. پیش از این نیز پیشنهاد تصویب یک قانون ضد رشوه‌خواری وجود داشت که در مورد سوارکاران قرار بود اعمال شود. مردان مختلفی از جمله کاتو و پومپه قبلاً در تصویب چنین قانونی تلاش کرده و شکست خورده بودند. اما سزار قانون محدود کردن اخاذی را با مخالفت اندکی به تصویب رساند و تحسین بزرگی از معاصران [سزار] دریافت کرد. از جمله تحسین کاتو، که ممکن است اضافه کردن مقرراتی را علیه اخاذی از شهرهای استان پیشنهاد کرده باشد. این قانون برای قرن‌ها «اساس قانون رومی اداره استانی» باقی ماند.

### قانوی یولیای عمومی (۴۵ قبل از میلاد)
این قانون ممکن است مقرراتی را برای شهرداری‌های ایتالیا وضع کرده باشد. این سؤال که آیا ژولیوس سزار مسئول این قانون بوده‌است «به شدت مورد بحث است».

## قوانین یولیای آگوستوس برای ازدواج
تئوری‌های متعددی در مورد هدف آگوستوس از تصویب قانون ازدواج مطرح شده‌است. عمده تئوری‌ها شامل: 
1. اصلاح اخلاقی در طبقات بالا
2. رشد جمعیت
3. ثبات وراثت
4. تثبیت وضعیت شهروندان رومی به عنوان حاکمان امپراتوری است.[۳۲]

هر یک از این نظریه‌ها برداشت متفاوتی از هدف نهایی مورد نظر آگوستوس دارند. کسانی که قانون در مورد آنها اعمال می‌شد، ملزم به زندگی زناشویی آرمانی آگوستوس و به دنیا آوردن و بزرگ کردن فرزندان بودند. گفته می‌شود که او سعی در برقراری نظم برای حفظ امنیت مردم داشت. بر اساس آن، نه تنها برای طبقه سناتورها و سوارکاران، بلکه برای مردان متأهل نیز صندلی ویژه ای در تئاترها در نظر گرفته شد. همچنین می‌توان قاعده اخیر را به عنوان بخشی از پیگیری هدف قانون ازدواج توسط آگوستوس تفسیر کرد. کتیبه‌هایی پیدا شده‌است که نشان می‌دهد لگس یولیای در مورد ازدواج، در رده‌های مختلف افراد مجرد را از حضور در جشنواره‌های رومی منع کرده‌است. تئاتر رفتن یک سرگرمی رایج در روم است که به اشراف و ثروتمندان محدود نمی‌شود؛ بنابراین، صرف نظر از اینکه این قانون مؤثر بوده یا نه، در نظر گرفته شده بود که همه شهروندان روم را تحت پوشش قرار دهد.

### ازدواج
لکس یولیا در مورد احکام ازدواج (۱۸ پیش از میلاد): قانونی بود که آگوستوس در آن مردان رومی با سن و گروه اجتماعی خاص را مجبور به ازدواج می‌کرد.
یکی از اولین قوانین آگوستوس است و مستقیماً مردان مجرد و بدون فرزند را هدف گرفته بود که دارای موقعیت بالاتری بودند. این قانون مردان رومی را با سن و طبقه اجتماعی خاص مجبور به ازدواج و بچه دار کرد. هدف این قانون (همان‌طور که ممکن است حدس زده باشید) افزایش جمعیت «بومی» روم و تقویت سلسله مراتب اجتماعی بود. بر اساس این قانون، سناتورها و (طبقه سواران) - دو طبقه بالای روم در سن ۲۵ تا ۶۰ سالگی - باید با زنانی ازدواج می‌کردند که وضعیت مالی و اجتماعی مناسبی داشتند. قانون برای افرادی که از این قانون پیروی نکرده یا مستقیماً آن را نقض کرده‌اند مجازات‌های شدیدی در نظر گرفت: مردانی که پس از گذشت یک سال از اجرای این قانون، همسری پیدا نکردند و بچه دار نشدند، مشمول جریمه‌های سنگین پولی شدند. اگر مردی بعد از یک سال دیگر این قانون را نقض می‌کرد، کل درآمد سالانه او مصادره یا جریمه می‌شد و خود مرد از انواع امتیازات مدنی محروم می‌شد. اگر پس از دو تخلف متوالی، مردی آشکارا از جستجوی همسر و بچه‌دار شدن خودداری می‌کرد، مجازات بعدی می‌توانست سلب شهروندی روم باشد.
با این حال، چند نکته مهم وجود دارد. این قانون برای همه مردان در روم اعمال نمی‌شد، و حتی برای کسانی که این قانون را انجام می‌دادند، نقاط ضعف و استثناهای زیادی وجود داشت. علاوه بر این، قانون همیشه به شدت اجرا نمی‌شد و علیرغم مجازات‌های سخت‌گیرانه، در واقعیت، مردان بیشتر احتمال داشت با عواقب سبکی روبرو شوند.

### طلاق
قانون یولیا در مورد طرد کردن و طلاق (۱۸ پیش از میلاد). تقریباً در همان زمانی که آگوستوس قانون خود را برای اجبار مردان به ازدواج تصویب کرد، قانون دیگری را معرفی کرد که طلاق را تنظیم می‌کرد. به گفته وی، دادرسی طلاق فقط توسط شوهر امکان‌پذیر است. از آنجایی که هدف این قوانین تشویق ازدواج بود، شوهر باید دلیل موجهی برای انحلال ازدواج ارائه می‌کرد. دلایل طلاق زنا، ناباروری و «سایر تخلفات فاحش وفاداری یا تکلیف زناشویی» بود.
اگر شوهر به دلایلی غیر از زنا بخواهد زن خود را طلاق دهد، ملزم به استرداد کامل مهریه زن بود. این قانون همچنین دوره انتظار طلاق را در نظر گرفته‌است. قبل از قطعی شدن طلاق، این زوج باید یک دوره انتظاری ۶ ماهه را پشت سر بگذارند. در این مدت آنها باید سعی می‌کردند آشتی کنند. اگر در این مدت زوجین نتوانستند با هم آشتی کنند، ممکن است طلاق صورت گیرد. مردان مطلقه می‌توانستند هر چه سریع‌تر ازدواج کنند، اما زنان مطلقه باید حداقل ۶ ماه قبل از انجام همین کار صبر می‌کردند (احتمالاً در صورت تغییر عقیده سابق خود). این قانون همچنین مجازات‌هایی را برای زنانی که خیلی سریع یا بدون مجوز مناسب ازدواج مجدد کردند، در نظر گرفت.

### زنا
لکس یولیا در مورد کنترل زنا (۱۷ پیش از میلاد)، از بین تمام قوانین ازدواج آگوستوس، این افراطی‌ترین قانون بود. آگوستوس که در ۱۷ قبل از میلاد معرفی شد، زنا را جرم انگاشت و مجازات‌هایی را برای همه مردانی که در روابط خارج از ازدواج شرکت می‌کردند، در نظر گرفت. برخی از این مجازات‌ها بیش از حد سخت بود. به عنوان مثال، اگر پدری بدون توجه به طبقه اجتماعی یا رتبه هر یک از طرفین، مردی را با دختر مجرد خود در رختخواب گرفتار می‌کرد، پدر مجاز بود مرد را درجا بکشد. در همین قانون نیز آمده بود که پدر مجاز است در این شرایط حتی دختر خود را نیز بکشد. اما البته نه تنها پدران می‌توانستند در قتل‌ها شرکت کنند بلکه اگر شوهری زنش را با مرد دیگری در حین زنا پیدا می‌کرد، اجازه داشت او را با شرایطی بکشد: اولاً تنها در صورتی مجاز به انجام این کار بود که معشوق مجرم شناخته شده یا برده‌ای بود. ثانیاً، تنها در صورتی مجاز به کشتن یک زناکار بود که او و همسرش را در خانه خود بیابد. این قانون می‌گوید که شوهر مجاز است برای یافتن شاهدان برای محاکمه، آن دو را تا ۲۰ ساعت در یک اتاق حبس کند. سپس از او خواسته شد تا با استفاده از شهادت شهود به عنوان مدرک، دادرسی طلاق را آغاز کند. اگر شوهر زن خیانتکار خود را طلاق ندهد، به عنوان یک دلال محبت مورد قضاوت قرار می‌گیرد. کشتن یک زن خیانتکار یک گزینه نبود و همچنان قتل محسوب می‌شد. اما در قانون آمده بود که در چنین شرایطی باید با شوهر نرمتر رفتار شود.
خود آگوستوس با استناد به این قانون علیه دختر خود، ژولیای بزرگ (به جزیره ونتوتن) و علیه نوه بزرگش ژولیای کوچک اقدام کرد. تاسیتوس (تاریخ‌نگار) این سرزنش را اضافه می‌کند که آگوستوس برای خویشاوندان خود تنبیه سخت‌تری از آنچه در قانون مقرر شده بود، انجام داد.
اندکی پس از شروع، قانون زنا این قانون برای پوشش سایر انواع فعالیت‌های جنسی گسترش یافت. مجازات تجاوز به یک مرد آزاد، اعدام بود. تجاوز به زنان ذکر نشده‌است. تجاوز به بردگان ایرادی نداشت مگر اینکه باعث آسیب دائمی به برده شود در حدی که توانایی آنها را برای کار کردن مختل کند. در این صورت باید غرامت صاحب برده به دلیل آسیب دیدن اموالش جبران می‌شد. در نهایت، قانون شامل زنای با محارم شد. هر مردی که در رابطه با زنای با محارم مجرم شناخته می‌شد، باید به جزیره ای تبعید می‌شد. زنان نمی‌توانستند تحت این قانون تحت پیگرد قانونی قرار گیرند. همچنین این تنها راهی بود که شوهر رومی می‌توانست به خاطر زنا مجازات شود.

### تکمیل کننده قانون ازدواج
لکس پاپیا پوپیا (۹ میلادی). این قانون توسط دو کنسول روم، مارکوس پاپیوس موتیلوس و کوئینتوس پوپیوس سکوندوس، پیشنهاد شد. علاوه بر مجازات‌های قبلی یک مورد دیگر اضافه شد - مردان مجرد بالای ۲۵ سال و زنان مجرد بالای ۲۰ سال مشمول مالیات ویژه بودند و همچنین حق دریافت ارث از اقوام خود را نداشتند. با این حال، با وجود این، در قانون لکس پاپیا پوپیا، به جای روش تنبیهی، از تشویق نیز استفاده شده و به هر کسی که ازدواج می‌کرد و صاحب فرزند می‌شد، مشوق‌های مالی و قانونی مختلفی ارائه می‌داد. حتی کسانی که متأهل بودند اما فرزندی نداشتند، از امتیازات قانونی یکسانی برخوردار نبودند. بر اساس این قانون، به زوج‌های دارای سه فرزند یا بیشتر از امتیازات قانونی ویژه اعطا می‌شود: معافیت از برخی مالیات‌ها و امکان دریافت ارث. افراد متأهل دارای فرزند نیز در دعوا اولویت داشتند و در توزیع منابع عمومی از امتیازات ویژه برخوردار بودند.
- لکس یولیا و پاپیا[یادداشت ۱۲] یک اصطلاح برای اشاره به مجموع دو قانون لکس یولیا در مورد احکام ازدواج تصویب شده توسط آگوستوس در ۱۸ پیش از میلاد و لکس پاپیا پوپیا‏ تصویب شده توسط دو کنسول رومی در ۹ میلادی است.

## به روز رسانی‌های بعدی قوانین ازدواج و زنا

### اولپیان (قرن سوم)
- لکس یولیا مربوط به ازدواج: امپراتور اولپیان در خلاصه‌نویسی ۱۳–۱۴ نوشته‌است «طبق شرایط لکس یولیا، سناتورها و فرزندان آنها از ازدواج با زنان آزاده یا زنانی که با میل خودشان در حرفه بازیگری صحنه بودند، ممنوع است. یا پدر یا مادرش که این کار را انجام داده‌است. سایر آزادگان از ازدواج با فاحشه معمولی یا روسپی یا زنی که توسط خریدار یا متصدی آزاد شده‌است یا زن گرفتار زنا یا محکوم به دعوی عمومی یا کسی که از حرفهٔ بازیگری صحنه تبعیت کرده‌است ممنوع است.»

### ژوستینیانوس (قرن ششم)
- لکس یولیا در مورد زنا: امپراتور ژوستینین یکم در نهادینه‌ها (ژوستینین) ۴, ۱۸, ۲–۳ نوشته‌است «تعقیب عمومی به شرح زیر است … مجازات بر طبق لکس یولیا نه تنها شامل کسانی است که به رختخواب ازدواج بی‌احترامی می‌کنند، بلکه کسانی که در شهوت ناگفتنی با مردان غرق می‌شوند، نیز در بر می‌گیرد. همان لکس یولیا همچنین جرم اغواگری را مجازات می‌کند، زمانی که شخصی بدون استفاده از زور، بکارت باکره ای را از بین می‌برد یا یک بیوه محترم را اغوا می‌کند. مجازات مقرر در قانون برای چنین متخلفانی مصادره نیمی از دارایی آنها در صورت داشتن موقعیت محترمانه، تنبیه بدنی و تبعید در مورد افراد طبقه پایین‌تر است.»

در مجموع قوانین دیژست ۴, ۴, ۳۷ آمده‌است «اما در مورد مقررات لکس یولیا … مردی که اعتراف می‌کند که مرتکب جرم شده‌است [زنا] حق ندارد به این دلیل که سنش کم بوده تقاضای بخشودگی از مجازات کند. و همان‌طور که گفتم، اگر او مرتکب هر یک از جرائمی شود که قانون مجازات آن را مانند زنا انجام می‌دهد، هیچ بخششی مجاز نخواهد بود؛ مثلاً اگر با زنی ازدواج کند که زنا کرده تشخیص داده شده و او از طلاق او امتناع کند، یا از زنا سودی به دست آورد، یا برای پنهان کردن رابطه نامشروعی که تشخیص داده رشوه بگیرد، یا خانه خود را برای ارتکاب زنا یا آمیزش نامشروع در آن به امانت بدهد.»